# Campeonato Paulista de Futebol Feminino de 2001
O Campeonato Paulista de Futebol Feminino de 2001 foi a 9.ª edição deste campeonato. A equipe do Palmeiras foi a campeã ao bater a Matonense na final. As artilheiras do campeonato foram a Alessandra do Guarani e a Tiganinha da Portuguesa, ambas com 10 gols.

## Participantes
| - Corinthians - Guarani - Juventus-SP - Matonense - Nacional-SP - Palmeiras | - Ponte Preta - Portuguesa - Santos - São Bento - São Paulo - Taubaté |

## Formula de disputa
As equipes formaram um único grupo, onde jogaram em turno único. Passaram para a segunda fase (semifinal) os quatro primeiros colocados. A semifinal foi disputada em apenas um jogo, da mesma forma que foi a grande decisão. O sistema de pontuação foi o seguinte:
- Vitória = 3 pontos
- Empate com gols: pênaltis; vencedor = 2 pontos e perdedor = 1 ponto
- Empate em 0-0: pênaltis; vencedor = 1 ponto e perdedor = 0 ponto
- Derrota = 0 pontos

## Primeira fase
| Classificação | Classificação | Classificação | Classificação | Classificação | Classificação | Classificação | Classificação | Classificação | Classificação |
| Pos           | Equipes       | Pts           | J             | V             | E             | D             | GP            | GC            | SG            |
| ------------- | ------------- | ------------- | ------------- | ------------- | ------------- | ------------- | ------------- | ------------- | ------------- |
| 1             | Matonense     | 28            | 11            | 9             | 1             | 1             | 41            | 6             | 35            |
| 2             | Corinthians   | 23            | 11            | 7             | 2             | 2             | 24            | 12            | 12            |
| 3             | Palmeiras     | 22            | 11            | 6             | 3             | 2             | 22            | 11            | 11            |
| 4             | Guarani       | 21            | 11            | 6             | 3             | 2             | 28            | 18            | 10            |
| 5             | Juventus-SP   | 20            | 11            | 6             | 2             | 3             | 21            | 15            | 6             |
| 6             | Portuguesa    | 18            | 11            | 4             | 4             | 3             | 38            | 28            | 10            |
| 7             | Santos        | 14            | 11            | 3             | 4             | 4             | 25            | 20            | 5             |
| 8             | Ponte Preta   | 12            | 11            | 3             | 4             | 4             | 19            | 26            | -7            |
| 9             | São Paulo     | 12            | 11            | 2             | 3             | 6             | 18            | 33            | -15           |
| 10            | Nacional-SP   | 10            | 11            | 3             | 3             | 5             | 16            | 19            | -3            |
| 11            | Taubaté       | 8             | 11            | 2             | 1             | 8             | 15            | 32            | -17           |
| 12            | São Bento     | 0             | 11            | 0             | 0             | 11            | 7             | 54            | -47           |

|             | COR | GUA | JUV | MAT | NAC | PAL | PON | POR  | SAN | SBE | SPO | TAU |
| ----------- | --- | --- | --- | --- | --- | --- | --- | ---- | --- | --- | --- | --- |
| CORINTHIANS | -   | 2-3 | 0-0 |     |     |     | 3-0 | 1-1  | 1-0 |     |     |     |
| GUARANI     |     | -   | 2-1 |     |     |     | 6-2 | 2-2  |     | 5-1 | 3-3 |     |
| JUVENTUS    |     |     | -   | 3-2 | 2-1 |     | 3-1 | 2-4  | 3-1 |     | 2-0 |     |
| MATONENSE   | 4-1 | 3-0 |     | -   | 3-0 | 2-0 |     |      |     |     |     | 3-0 |
| NACIONAL    | 1-2 | 2-3 |     |     | -   | 0-0 | 0-0 |      |     | 3-2 | 2-2 |     |
| PALMEIRAS   | 1-2 | 1-0 | 2-1 |     |     | -   | 0-0 |      |     | 4-2 |     | 4-0 |
| PONTE PRETA |     |     |     | 1-6 |     |     | -   | 3-3  | 3-3 |     | 2-1 | 2-1 |
| PORTUGUESA  |     |     |     | 0-5 | 2-3 | 2-4 |     | -    | 1-1 |     | 9-4 | 4-2 |
| SANTOS      |     | 0-0 |     | 0-5 | 1-3 | 2-2 |     |      | -   | 7-0 |     |     |
| SÃO BENTO   | 0-5 |     | 0-2 | 0-7 |     |     | 0-5 | 1-10 |     | -   | 0-2 |     |
| SÃO PAULO   | 2-4 |     |     | 1-1 |     | 0-4 |     |      | 0-5 |     | -   | 3-1 |
| TAUBATÉ     | 0-3 | 1-4 | 2-2 |     | 2-1 |     |     |      | 2-5 | 4-1 |     | -   |

## Fase final
|  | Semifinais  | Semifinais  | Semifinais |           |           | Final     | Final | Final |  |
|  |             |             |            |           |           |           |       |       |  |
|  | Corinthians | Corinthians | 1          |           |           |           |       |       |  |
|  | Corinthians | Corinthians | 1          |           |           |           |       |       |  |
|  | Palmeiras   | Palmeiras   | 4          |           |           |           |       |       |  |
|  | Palmeiras   | Palmeiras   | 4          |           | Palmeiras | Palmeiras | 1     |       |  |
|  |             |             |            |           | Palmeiras | Palmeiras | 1     |       |  |
|  |             |             | Matonense  | Matonense | 0         |           |       |       |  |
|  | Matonense   | Matonense   | Matonense  | Matonense | 0         | 2         |       |       |  |
|  | Matonense   | Matonense   |            |           |           |           |       |       |  |
|  | Guarani     | Guarani     | 0          |           |           |           |       |       |  |

## Premiação
| Campeonato Paulista de Futebol Feminino de 2001 |
| ----------------------------------------------- |
| Palmeiras Campeão (1° título)                   |